# Kanizsa Trend Kft.
A Kanizsa Trend Kft. Magyarország egyik jelentős bútorgyára, Nagykanizsa székhellyel. 1989-ben alakult a Kanizsa Bútorgyár állami vállalat privatizációja során. A kft. ma közel 500 főt foglalkoztat. Évente kb. 25 ezer komplett garnitúrát gyárt. Nevezetes termékei az "Andante" bőrbútorok.
Az üzemben ugyanaz a munkás készíti az egész garnitúra végső formát adó szakaszát. 
Jelenlegi vezetője Miklós Zsolt ügyvezető igazgató.

## Története

### A Kanizsa Bútorgyár története
Eredetileg 1910-ben Frank Jenő alapított kefegyárat Nagykanizsán. A vállalkozást a Waldhausen és Tsa. üzemeltette. 1949-ben államosították ezt a vállalatot, amely először   a Nagykanizsai Kefegyár Nemzeti Vállalat nevet viselte, majd Nagykanizsai Fatömegcikkipari Vállalat, 1952-től Nagykanizsai Vegyesipari Javító Vállalat néven működött tovább. A gyárban 1952-ben indult el a két- és háromajtós szekrények, majd a sezlonok gyártása. 1958 után  kárpitos termékekekel bővült a termékválaszték. 1960-bam indult meg a Kanizsa lakószoba, Béke garnitúra, Varia heverő, Csalogány garnitúra gyártása. A vállalat 1963-ban előbb Zala Megyei, majd Nagykanizsai Bútor- és Faipari Vállalat néven folytatta a működését. 
A vállalat a Kanizsa Bútorgyár nevet 1968. január 1-jétől vette fel. Az 1968-1980 közötti rekonstrukció időszakában  gyárépületek, csarnokok felújítása történt meg. ebben az időszakban sikeres termékek voltak: Kanizsa IV, Kupidó, Júlia. 1980-ban a választék  18 garnitúra fölé emelkedett. Ezek közül is a legsikeresebb a Montana szekrénysor volt. Bár voltak még sikeres termékei (Füles, Hannover), az 1980-as években a vállalat egyre inkább veszteségessé vált.

### A Kanizsa Trend Kft. története
A Kft. 1989. december 14-vel vegyesvállalatként  alakult Bruno Steinhoff Steinhoff Trend Design nevű cégével együttműködve. Az új Kft.  ügyvezetői: Clemens Engelke, Takács János és Wilheim Gábor. (1992-től Hans-Georg Tessmann és Wilheim Gábor).
A két műszakos termelés 1990-ben indult be. 1995-ben megszűnt a Kanizsa Bútorgyár, ezt követően két éven át tartó rekonstrukcióban 1999-re megújultak az üzemcsarnokok és az irodaház is. (Takács János ebben az évben  ment nyugdíjba. 
2000-ben indult el a gépi bőrszabászat.
2002 tavaszán kezdődött el  az "Andante" márka első kampánya.

## Díjai, elismerései
- 1998 – A Rimini garnitúra elnyerte a Magyar Termék Nagydíj oklevelét.
- 2004 – A designwerk kollekció elnyerte a Magyar Termék Nagydíj elismerő oklevelét.